# Atletika na Letních olympijských hrách 2000 – 100 metrů muži
Běh na 100 metrů mužů na Letních olympijských hrách 2000 se uskutečnil ve dnech 22. září a 23. září na Olympijském stadionu v Sydney. Vítězem závodu se stal americký sprinter Maurice Greene, stříbrnou medaili získal Ato Boldon z Trinidadu a Tobaga a bronzovou medaili Obadele Thompson z Barbadosu.

## Výsledky finálového běhu
| *                | jméno            | země                   | čas   |
| ---------------- | ---------------- | ---------------------- | ----- |
| Zlatá medaile    | Maurice Greene   | Spojené státy americké | 9,87  |
| Stříbrná medaile | Ato Boldon       | Trinidad a Tobago      | 9,99  |
| Bronzová medaile | Obadele Thompson | Barbados               | 10,04 |
| 4                | Dwain Chambers   | Velká Británie         | 10,08 |
| 5                | Jon Drummond     | Spojené státy americké | 10,09 |
| 6                | Darren Campbell  | Velká Británie         | 10,13 |
| 7                | Kim Collins      | Svatý Kryštof a Nevis  | 10,17 |
| -                | Aziz Zakari      | Ghana                  | DNF   |